# Minnesota Timberwolves 1991-1992
La stagione 1991-92 dei Minnesota Timberwolves fu la 3ª nella NBA per la franchigia.
I Minnesota Timberwolves arrivarono sesti nella Midwest Division della Western Conference con un record di 15-67, non qualificandosi per i play-off.

## Roster
| N° | Naz.                   | Ruolo | Sportivo        | Anno | Alt. | Peso |
| -- | ---------------------- | ----- | --------------- | ---- | ---- | ---- |
| 1  | Stati Uniti (bandiera) | G     | Scott Brooks    | 1965 | 180  | 75   |
| 4  | Stati Uniti (bandiera) | GA    | Gerald Glass    | 1967 | 196  | 100  |
| 5  | Stati Uniti (bandiera) | GA    | Doug West       | 1967 | 198  | 91   |
| 9  | Stati Uniti (bandiera) | AC    | Tod Murphy      | 1963 | 206  | 100  |
| 13 | Australia (bandiera)   | C     | Luc Longley     | 1969 | 218  | 120  |
| 19 | Stati Uniti (bandiera) | GA    | Tony Campbell   | 1962 | 201  | 98   |
| 22 | Stati Uniti (bandiera) | G     | Tom Garrick     | 1966 | 188  | 84   |
| 23 | Stati Uniti (bandiera) | GA    | Tyrone Corbin   | 1962 | 198  | 95   |
| 24 | Stati Uniti (bandiera) | G     | Pooh Richardson | 1966 | 185  | 82   |
| 32 | Stati Uniti (bandiera) | AC    | Tellis Frank    | 1965 | 208  | 102  |
| 34 | Stati Uniti (bandiera) | G     | Myron Brown     | 1969 | 191  | 82   |
| 41 | Stati Uniti (bandiera) | AC    | Thurl Bailey    | 1961 | 211  | 98   |
| 42 | Stati Uniti (bandiera) | A     | Sam Mitchell    | 1963 | 198  | 95   |
| 45 | Stati Uniti (bandiera) | C     | Randy Breuer    | 1960 | 221  | 104  |
| 50 | Stati Uniti (bandiera) | C     | Felton Spencer  | 1968 | 213  | 120  |
| 52 | Stati Uniti (bandiera) | A     | Mark Randall    | 1967 | 203  | 107  |

## Staff tecnico
- Allenatore: Jimmy Rodgers
- Vice-allenatori: Jim Brewer, Sidney Lowe